# أذربيجان في الألعاب الأولمبية
أذربيجان في الألعاب الأولمبية الألعاب الأولمبية هي من أهم الأحداث الرياضية في أذربيجان ، تقوم اللجنة الأولمبية الوطنية لجمهورية أذربيجان بالإشراف في شؤون مشاركة أذربيجان في الألعاب الأولمبية، وقد شاركت أذربيجان أول مرة في دورة 1996 في أتالانتا بينما كانت تشارك في السابق كجزء من فريق روسيا القيصرية والإتحاد السوفييتي والفريق الأولمبي الموحد في سنة 1992، فازت أذربيجان حتى الآن في مشوارها في الألعاب الأولمبية الصيفية بمجموع 26 ميدالية في الألعاب الأولمبية الصيفية منها 6 ميداليات ذهبية و 5 فضية و 15 برونزية، وأكثر الرياضات التي تنافس فيها أذربيجان هي المصارعة والرماية والجودو والملاكمة ورفع الأثقال
في الألعاب الأولمبية الشتوية شاركت اليونان أول مرة في دورة 1998 في ناغانو في اليابان ولم تفز حتى الآن بأي ميدالية في الألعاب الشتوية.